# Elena Román Torres
Elena Román Torres, (Córdoba, España, 1970) es una escritora española, nacida en Córdoba.  Trabaja como administrativa y como gestora cultural. Escribe poesía, relatos y cuentos infantiles que le han valido decenas de premios y menciones en prestigiosos certámenes literarios. Colabora en diversas revistas literarias nacionales e internacionales.
Ha sido galardonada con múltiples premios, entre ellos el XXVII Premio de poesía Barcarola, III Premio Internacional de Poesía Blas de Otero Villa de Bilbao, el XVII Premio de Poesía Elvira Castañón, el IV Premio Literario Ciudad de Noega, el XXX Certamen Poético 'Ángel Martínez Baigorri', con el libro Vernier, o el Premio de Relatos "Luis del Val". 
Ha publicado dieciocho libros y ha sido traducida al francés y al árabe. 
Perteneció al consejo de redacción de la revista literaria Psicopompo (Cáceres) y estuvo vinculada al Encuentro de literatura periférica Centrifugados (Plasencia) durante su existencia. Pertenece al grupo de acción poética Verbo Sueño en Córdoba. Es miembro de la organización del festival Voix Vives de Mediterráneo en Mediterráneo en Toledo desde su origen en 2013 y ha participado como poeta invitada en la edición francesa del festival.